# Klosterscheune Neunwalde
Die ehemalige Klosterscheune Neunwalde, Bederkesaer Straße 21, in der niedersächsischen Gemeinde Geestland, Ortsteil Neuenwalde, im Landkreis Cuxhaven, stammt aus der Mitte des 17. Jahrhunderts.
Aktuell (2024) wird sie als Wohnhaus des Klosters Neuenwalde genutzt.
Das Gebäude steht unter Denkmalschutz (siehe auch Liste der Baudenkmale in Geestland).

## Geschichte
1219 wurde in Midlum durch die Edelherren von Diepholz der Vorläufer des Klosters Neuenwalde gegründet. Die dortigen Benediktinerinnen mussten wegen der Feindschaften umziehen, zunächst 1282 nach Altenwalde und 1334 nach Neuenwalde. Nach der Reformation und in den Kriegswirren des Dreißigjährigen Krieges ist das Kloster abgebrannt und langsam wieder aufgebaut. 1683 erhielt die Ritterschaft des Herzogtums Bremen-Verden das Kloster von den damaligen schwedischen Landesherren, um die unverheirateten Töchter  als Konventualinnen des Klosters zu versorgen.

## Beschreibung
Das eingeschossige vierzehnachsige traufständige Gebäude im Westen der Stiftsgebäude, auf Sockel in Backstein unter ziegelgedecktem Satteldach, mit einer sehr breiten Schleppgaube und einem Dachreiter, wurde um 1650 als Scheune gebaut. 1888 erfolgte der Umbau zum Wohnhaus mit je einer Wohnung für die Priorin und einer Klosterdame.
Bis 2015 wurde das Kloster von einer Priorin geleitet. Noch heute (2018) wird es von Konventualinnen bewohnt. Seit 2014 werden Teile des Gebäudekomplexes des Klosters aufgrund eines Kooperationsvertrages vom Evangelischen Bildungszentrum Bad Bederkesa genutzt.
Das Landesdenkmalamt befand u. a.: „Die ehemalige Scheune … hat ihr Erscheinungsbild bis heute weitgehend erhalten. … .“